# Jungnang (métro de Séoul)
Jungnang (hangeul : 중랑 ; hanja : 中浪) est une station de correspondance entre la ligne Gyeongchun et la ligne Gyeongui-Jungang du métro de Séoul. Elle est située au 73-7 Junghwa 2-dong, 9 Jungnangyeongno, dans l'arrondissement d'Jungnang-gu à Séoul en Corée du Sud.

## Situation sur le réseau

Plan du réseau (2023)